# Waragou (Gueskérou)
Waragou (auch: Waraou, Warougou, Worogou) ist ein Dorf in der Landgemeinde Gueskérou in Niger.

## Geographie
Das von einem traditionellen Ortsvorsteher (chef traditionnel) geleitete Dorf liegt rund 13 Kilometer nordwestlich des Hauptorts Gueskérou der gleichnamigen Landgemeinde, die zum Departement Diffa in der gleichnamigen Region Diffa gehört. Zu den weiteren Siedlungen in der Umgebung von Waragou zählt N’Gagam im Osten.
Waragou ist von Überschwemmungen gefährdet. Starke Regenfälle können dazu führen, dass Teiche in Gärten überlaufen und instabil gebaute Häuser einstürzen. Das Dorf ist Teil der 860.000 Hektar großen Important Bird Area des Graslands und der Feuchtgebiete von Diffa. Zu den in der Zone beobachteten Vogelarten zählen Arabientrappen, Beaudouin-Schlangenadler, Braunrücken-Goldsperlinge, Fuchsfalken, Nordafrikanische Lachtauben, Nubiertrappen, Prachtnachtschwalben, Purpurglanzstare, Rothalsfalken, Sperbergeier und Wüstenspechte als ständige Bewohner sowie Rötelfalken, Steppenweihen und Uferschnepfen als Wintergäste.

## Geschichte
Die durch die Aktivitäten der Terrorgruppe Boko Haram aus Nigeria ausgelöste Verschlechterung der Sicherheitslage betraf auch den Südosten Nigers. Waragou beherbergte im September 2017 343 Flüchtlinge und Rückkehrer. Die Zahl der im Dorf lebenden Vertriebenen wuchs bis September 2019 auf rund 700 Personen an, vor allem durch Binnenvertriebene aus dem Süden der Gemeinde Gueskérou nahe der Grenze zu Nigeria. Im Januar 2021 lebten bereits 2434 von Zwangsmigration betroffene Menschen in Waragou.

## Bevölkerung
Bei der Volkszählung 2012 hatte Waragou 582 Einwohner, die in 93 Haushalten lebten. Bei der Volkszählung 2001 betrug die Einwohnerzahl 432 in 84 Haushalten und bei der Volkszählung 1988 belief sich die Einwohnerzahl auf 209 in 54 Haushalten.

## Wirtschaft und Infrastruktur
In Waragou gibt es einen Markt und eine Grundschule.